# Jagd nach J.M.
Jagd nach J.M. ist ein Kriminalroman des deutschen Schriftstellers und Parapsychologen Rudolf Schwarz, der unter dessen Pseudonym Ralph Black erstmals 1948 vom Berliner Hunia-Verlag veröffentlicht wurde. Zwei Jahre später gab der Karl-Mayer-Verlag eine Neuauflage unter dem leicht veränderten Titel Jagd nach JM heraus.

## Handlung
Jack Murton (J.M.), Angestellter einer Londoner Bananengroßhandlung, bringt eines Abends einen an J.M. adressierten Frachtbrief mit nach Hause, der seiner Firma versehentlich zugegangen ist. Als sich am folgenden Tag die Gelegenheit ergibt beschließt er, diesen persönlich in „14, St. Andrews Drive, Holborn“ abzuliefern. In dem verlassen wirkenden Gebäude trifft er auf einen Unbekannten. Am nächsten Tag meldet seine Frau ihn bei der Polizei als vermisst. Wochen später glaubt deren Bruder, ein Taxifahrer, ihn bei Nacht in Holborn gesehen zu haben. Er verliert jedoch seine Spur.
Einige Zeit später wird die Polizei wegen einer absichtlich herbeigeführten Verstopfung des Londoner Abwassersystems alarmiert. Jemand hat dieses angestaut, um so heimlich Transporte per Boot zu ermöglichen. Inspektor Grinder von Scotland Yard und sein Assistent, Sergeant Dick Humphrey, entdecken einen geheimen Zugang vom Kanalsystem in das dem Leser schon bekannte, leerstehende Haus im St. Andrews Drive sowie Hinweise auf den Schmuggel von Diamantsplittern. Verwaltet wird das Gebäude von dem Makler John Mallot (J.M.). Die Gangster haben sogar einen mit J.M. unterzeichneten Brief hinterlassen, in dem die Polizei verhöhnt wird. Ein bewusstlos zurückgelassenes Mitglied der Bande liefert eine Personenbeschreibung des Anführers, der sich stets mit J.M. anreden ließ. Da sich dessen Beschreibung mit der des Taxifahrers von Jack Murton deckt, wird er von der Polizei mit jenem identifiziert und zur Fahndung ausgeschrieben. Als bei dessen ehemaliger Firma jedoch ein Lebenszeichen Murtons in Form einer Bananenbestellung aus Maracaibo eintrifft, ist der Inspektor vor der Öffentlichkeit blamiert. Die Spur verliert sich im Urwald von Guyana.
Der in Daisy King, die Tochter seiner Vermieters, verliebte Sergeant Humphrey beobachtet diese eifersüchtig eines Tages mit dem Makler John Mallot. Doch Grinder & Humphrey wird ein neuer Fall zugewiesen, in das Schloss des Grafen von Orphington ist eingebrochen worden. Nichts von Wert wurde gestohlen, die Spuren weisen auf eine Frau und einen Mann als Täter hin. Obendrein hatte sich wenige Tage zuvor ein Unbekannter in der Nachbarschaft nach dem Schloss erkundigt, dessen Beschreibung fatal der des gesuchten Gangsters J.M. entspricht und der sich dabei als Inspektor Grinder ausgab! Ein am Tatort entdecktes Stück Gummi von einem Damenschuh kann von dem entsetzten Humphrey Daisy zugeordnet werden, was er jedoch geheim hält und heimlich weiter ermittelt. Daisy agiert offenbar zusammen mit dem Privatdetektiv James Morris (J.M.) und plant einen weiteren Einbruch in Orphington. Er folgt den beiden in der Nacht zum Schloss und glaubt Hinweise zu haben, dass Morris und Mallot einundieselbe Person sind. Nachdem Schüsse fallen fliehen Daisy und Morris, man findet einen bekannten Einbrecher tot im Park. Dieser wurde mit Humphreys Polizeirevolver erschossen, am Tatort liegt zudem sein Taschenmesser. Der Sergeant bleibt zunächst verschwunden.
Kurz darauf erhält Grinder einen Bericht aus Guyana, Jack Murton sei dort verhaftet worden. Als er jedoch einige Tage später erfährt, dass dieser vom Gouverneur in Georgetown wieder entlassen wurde, reagiert er ratlos und wütend. Derweil kommt Sergeant Humphrey, nach dem wegen Mordverdachts gefahndet wird, in einem verschlossenen Kellergewölbe wieder zu sich. Tagelang wird er dort gefangen gehalten, von einem Unbekannten versorgt und immer wieder mit Narkosegas betäubt. Schließlich glaubt er, seinen Kerkermeister überlisten zu können, doch der von ihm Niedergeschlagene entpuppt sich als der Sekretär des Grafen von Orphington. Dieser behauptet jedoch, das Verlies, das sich tatsächlich im Keller des Schlosses befindet, nur durch Zufall entdeckt zu haben.
Der Inspektor wird derweil vom Geheimdienst informiert, dass sich Murton auf der Rückfahrt nach England befände. Zu seiner Verwirrung meldet sich nun jedoch Daisy King bei ihm und bietet Hilfe bei der Verhaftung von Jack Murton an, mit dem sie am Abend verabredet sei. Ihre Hauptsorge scheint Sergeant Humphrey zu gelten, den sie von Murton gefangen wähnt und um Unterstützung bei dessen Befreiung sie den Inspektor bittet. Ihr Begleiter nutzt jedoch eine Zaubervorstellung, um mitsamt Daisy zu verschwinden. Sie findet sich in einem luxuriösen Gefängnis wieder,  dessen Tür sich erst nach der Heirat mit ihrem Entführer wieder für sie öffnen soll.
Nach Daisys Verschwinden entschließt sich auch der Inspektor, im Untergrund zu ermitteln. Als er bei einem alten Kriegskameraden untertauchen will, stößt er dort auf Sergeant Humphrey. Die beiden beschließen, die Spuren von Morris und Mallot zu verfolgen. Zu seiner Überraschung findet Humphrey Morris tot in seinem Sarg vor, friedlich eines natürlichen Todes gestorben. Der Makler Mallot dagegen ist anscheinend in ein Landhaus bei Denham umgezogen, in dessen Keller sie einen Gang zum Schloss Orphington entdecken. Alle Spuren scheinen dorthin zu führen, auch der bei der Entführung von Daisy benutzte Buick ist auf den Grafen von Orphington zugelassen. Als sie Mallots Landhaus tags darauf erneut einen Besuch abstatten, finden sie dort den gefesselten Sekretär des Grafen, der behauptet, von einem Unbekannten betäubt worden zu sein. Der Buick sei schon vor Monaten gestohlen worden. Erst eine lange Suche durch die Londoner Autowerkstätten führt Grinder und Humphrey ausgerechnet zu dem verlassenen Schmugglerhaus im St. Andrews Drive.
Hier läuft nun alles zusammen, die beiden können dort Daisy aus ihrem Gefängnis befreien. Ihrer Erzählung zufolge hat sie sich nur auf die ganze Angelegenheit eingelassen, um die Karriere des von ihr geliebten Sergeant Humphrey zu fördern. Der Sekretär des Grafen, Mallot und ihr Entführer sind nach ihrer Aussage einundieselbe Person. Als nächster steht jedoch nicht dieser, sondern Jack Murton vor der Tür, gerade erst aus Amerika zurückgekehrt. Dieser gibt an, im Auftrag des Hausbesitzers, eines gewissen Mont Pherson, als dessen Double nach Guyana gereist zu sein. Grund des Manövers sei es gewesen, die Rechte an einer vor der Enteignung stehenden Bananenplantage nicht verfallen zu lassen. Dort habe er dann noch, ganz nebenbei, eine lang haltbare „Superbanane“ gezüchtet. Mont Pherson ist jedoch niemand anders als der Sekretär! Als dieser jedoch eintrifft und überwältigt werden kann, erzählt er eine noch wildere Geschichte. Er sei in Wirklichkeit der Sohn des wahren Grafen von Orphington, der aber wohl um 1920 in Indien gefallen sei. Der jetzige Graf sei ein Betrüger, der seinen Vater ersetzt und ihn selbst in die Obhut einer Auswandererfamilie gegeben habe. Jahre später sei er aus Südamerika zurückgekehrt und habe sich inkognito in die Verbrecherorganisation des Grafen eingeschlichen. Dieser habe sowohl den Einbrecher erschossen, als auch Humphrey in Orphington gefangen gehalten. Er selber habe in der Rolle des J.M. mitgespielt, um die Bande zu Fall bringen zu können. Murton wird als Abgesandter zum Innenminister geschickt, um den Behörden die ganze Angelegenheit darzulegen.
Während Scotland Yard schon um das Schloss schleicht, schreibt sich der falsche Graf seine Sünden von der Seele, bevor er sich stilgerecht erschießt. Er, der einfache Soldat Joville Meanwhile (J.M.), habe aufgrund bloßer optischer Ähnlichkeit im Kriege die Rolle seines gefallenen Regimentskommandeurs, des Grafen von Orphington, einnehmen können. Die Verbrechen scheint er, ohne wirtschaftliche Not, nur aus Gewohnheit oder Langeweile begangen zu haben, wobei er das Kürzel J.M. wohl aufgrund seines wahren Namens weiter verwendet hatte. Nun darf der König als eine Art Deus ex machina die hoffnungslos verfahrene Situation retten, indem er die peinliche Angelegenheit um den falschen Grafen vertuschen lässt und der Sekretär als aus Südafrika zurückgekehrter Sohn sein Erbe antreten kann. Grinder und Humphrey werden auf Wunsch des Königs trotz aller Eigenmächtigkeiten wieder eingestellt und befördert, wobei Letzterer natürlich seine Daisy heiraten darf. Auch Murton hat als ungekrönter Bananenkönig sein Glück gemacht, selbst der Taxifahrer erhält eine Anstellung bei der Polizei. Der Roman klingt mit einem Treffen aller Protagonisten im sonnendurchfluteten Park von Schloss Orphington aus, God save the King!

## Orte und Zeit
Der Roman spielt größtenteils in London und um das 20 Meilen davon entfernte, fiktive Schloss Orphington bei Denham. Eine wesentliche Nebenhandlung findet in Niederländisch-Guyana statt, wird jedoch nur in Berichten wiedergegeben. Retrospektiv erwähnt werden Ereignisse, die sich im Grenzgebiet des damaligen Britisch-Indien und Afghanistan zutrugen.
Eine eindeutige Zeitangabe fehlt. Der Erste Weltkrieg, der Große Krieg, findet als Jugenderlebnis Erwähnung. Es gibt noch einige Hinweise durch beschriebene technische Details, eine Romanfigur fährt beispielsweise ein „etwa zehn Jahre altes“ Auto der Moon Motor Car Company, die 1930 ihren Betrieb einstellte. Internationale Konflikte oder gar Kriegsgefahr werden nicht erwähnt. All dies weist etwa auf die Mitte der 1930er Jahre hin. Eine noch genauere zeitliche Einordnung erlauben möglicherweise zwei im Buch erwähnte Meldungen der Polizei, deren Nummern 468/37 und 479/37 explizit auf das Jahr 1937 hinzudeuten scheinen.

## Erzählstil
Das Buch ist aus der Sicht eines auktorialen Erzählers geschrieben. Es wird weitgehend chronologisch und in der Gegenwartsform erzählt.
Grundlage der Handlung und des Spannungsaufbaus ist die stetige Verwechslung mehrerer, teils realer, teils fiktiver Personen mit den identischen Initialen J.M.

## Wissenswertes
Die Erstveröffentlichung des Romans erfolgte, nur drei Jahre nach Kriegsende, im schwer zerstörten Berlin. In diesem Zusammenhang wirkt die ausgeprägte Anglophilie der Romanhandlung überraschend. Der seinerzeit außerordentliche Erfolg des Buches legt jedoch nahe, dass dies von der zeitgenössischen Leserschaft akzeptiert wurde.
Der Sitz des Hunia-Verlages befand sich in Berlin-Schmargendorf, im britischen Sektor der geteilten Stadt. Die Druckerei hingegen lag in Berlin-Prenzlauer Berg, also in der sowjetischen Besatzungszone. Es bleibt Spekulation, ob die Berlin-Blockade (1948–1949) diese Geschäftsbeziehung unterband und so weitere Auflagen in Berlin unmöglich machte.
Die Ausgabe im Karl-Mayer-Verlag erschien als erste einer geplanten Serie von fünf Romanen von Ralph Black, wovon jedoch nur drei veröffentlicht wurden.

## Ausgaben

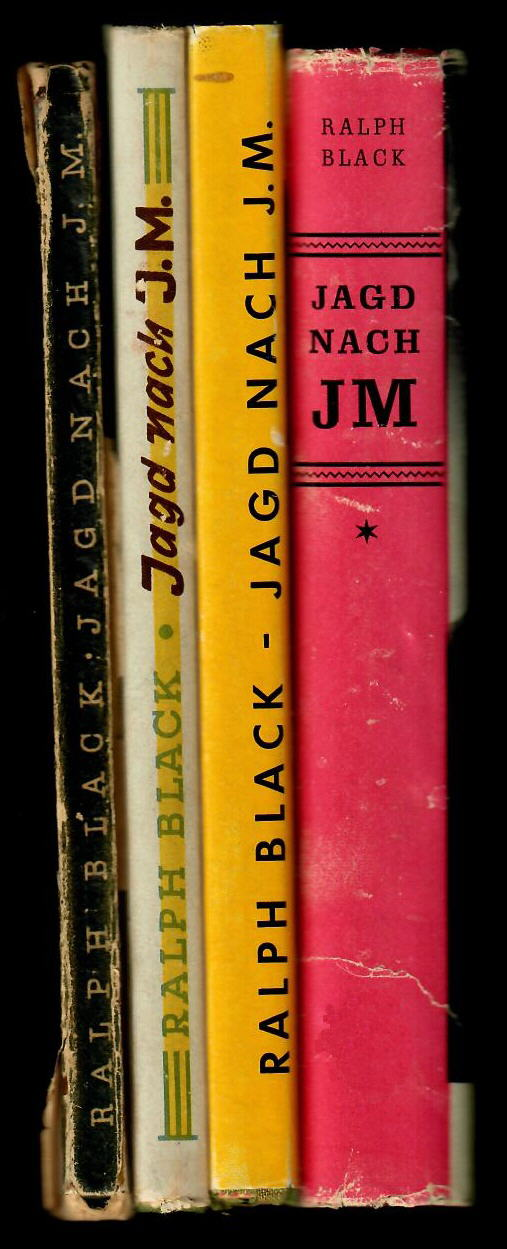
Die Buchrücken aller erschienenen Ausgaben von "Jagd nach J.M."

- 1948: „Jagd nach J.M.“, Hunia-Verlag, Berlin-Schmargendorf
  - Broschur, 200 S., Leimbindung, Umschlaggestaltung: Schwabe, Umschlagfoto: ohne Quellenangabe, Druck: H. Schroeter, Berlin NO 55, Immanuelkirchstr. 6, IV. PI. PB. 1737 8 48
  - Hardcover, 200 S., Pappeinband mit Prägedruck und Schutzumschlag, Umschlaggestaltung: Schwabe, Druck: H. Schroeter, Berlin NO 55, Immanuelkirchstr. 6, IV. PI. PB. 1737 9 48
    - Schutzumschlag mit Farbgrafik, ohne Klappentext
    - Schutzumschlag mit Foto: Das Mädchen Saphir: J. Arthur-Rank-Film, mit Klappentext
- 1950: „Jagd nach JM“, Karl-Mayer-Verlag, Stuttgart
  - Hardcover, 294 S., Ganzleineneinband mit Goldprägung und Schutzumschlag, Umschlagbild: Real-Film Kipp, Druck: Scharr, Wörner & Mayer, Stuttgart